# Niittysaari (ö i Pielisjärvi)
Niittysaari, med Kalliosaari i söder, Kokkonen i öster och Säyneniemi i norr, är en ö i Finland. Den ligger i sjön Pielisjärvi och i kommunen Lieksa i den ekonomiska regionen  Pielinen-Karelen  och landskapet Norra Karelen, i den sydöstra delen av landet, 400 km nordost om huvudstaden Helsingfors. Öns area är 6,7 hektar och dess största längd är 0,8 kilometer i sydöst-nordvästlig riktning.